# Vlad Tepes (banda)
Vlad Tepes es una banda de rock progresivo formada en la ciudad de Buenos Aires. Su estilo incorpora influencias que recorren el jazz, blues, funk, rock psicodélico, rock espacial, la experimentación sonora y la improvisación.

## Etimología
El nombre de la banda proviene del personaje histórico Vlad Tepes conocido también como Vlad el Empalador, quién fue príncipe de Valaquia (ahora Rumania) entre 1456 y 1462.

## Biografía

### Inicios

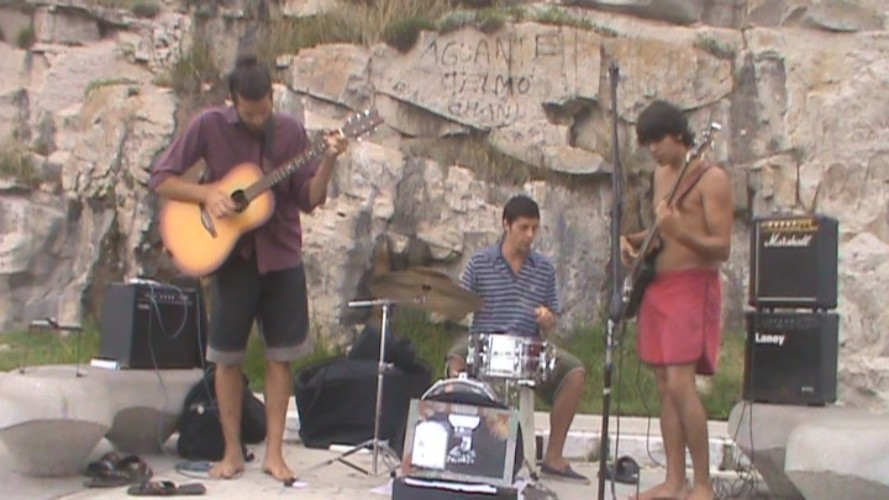
Vlad Tepes en Mar del Plata, 2012.

Vlad Tepes se forma el año 2009, en Buenos Aires, Argentina. El mismo año editan su primer sencillo Salidas Simples, grabado en los estudios La órbita.
En los años 2012 y 2013 realizan giras por la costa atlántica presentándose en ciudades como Mar del Plata, Villa Gesell, San Bernardo.

### Éxtasis en tus Venas (2014)
El año 2014 editan su primer álbum Éxtasis en tus Venas, grabado en el mítico estudio Panda, con la producción de Francisco Marafioti y Sergio Martinez como técnico de grabación.

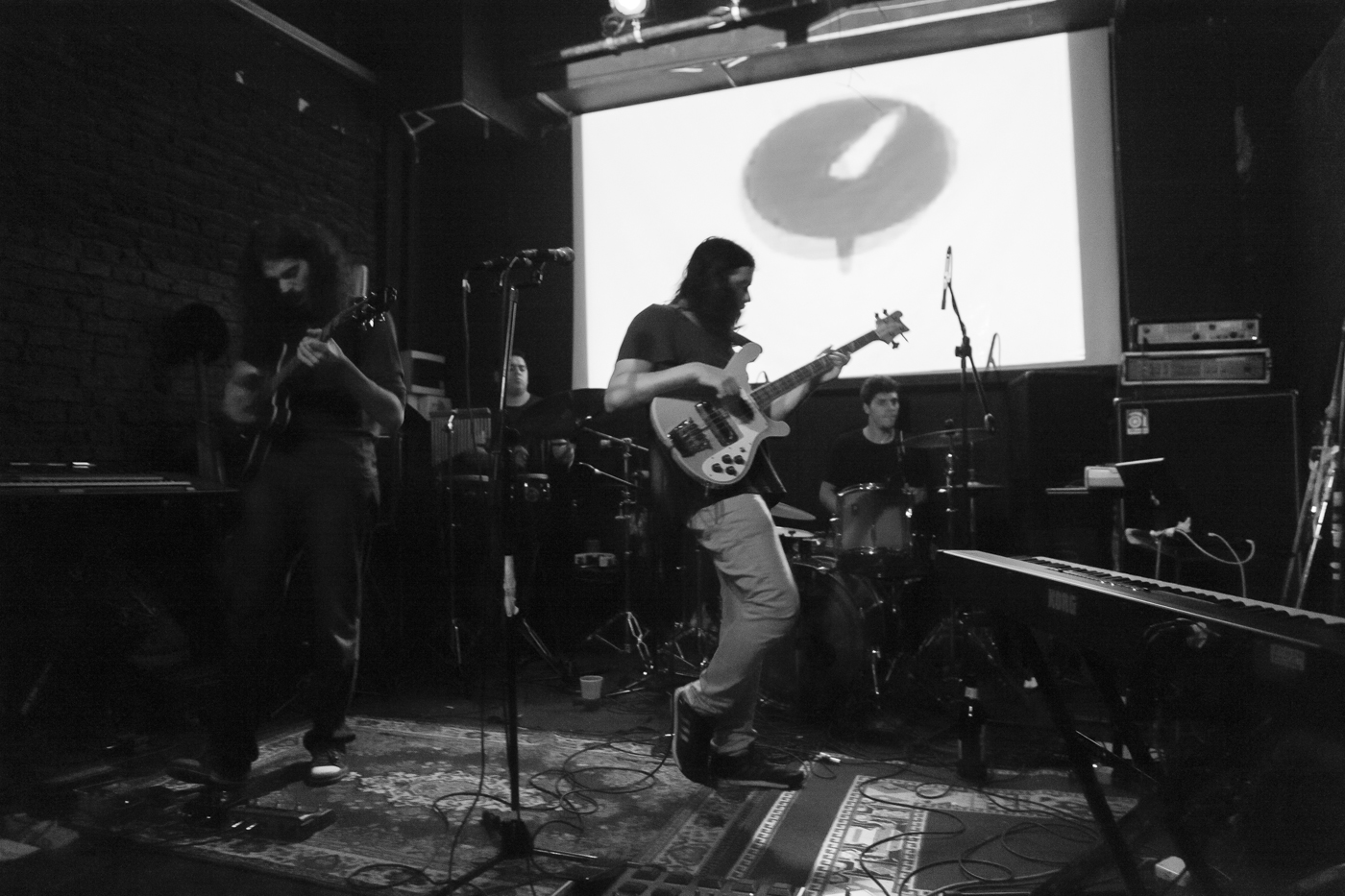
Vlad Tepes presentando su primer disco en el centro cultural Zaguan Sur, 2016.

El álbum es una Ópera Rock compuesta por cuatro partes, despertar (Éxtasis en tus Venas pt. I), conflicto (Éxtasis en tus Venas pt. II), resolución (Éxtasis en tus Venas pt. III) y muerte (Éxtasis en tus Venas pt. IV). Los temas son una representación musical de los comienzos de la banda, incluso muchas secciones corresponden a improvisaciones en el estudio. Es el álbum más experimental de la banda que incorpora elementos del jazz, funk, blues, rock psicodélico y progresivo. La presentación del disco se realizó en octubre el centro cultural Zaguán Sur, ubicado en el barrio porteño de Balvanera.

### La Peste del Ocio (2016)
En 2016 editan su segundo álbum La Peste del Ocio, grabado en los estudios Nueva Aldea en el barrio de Caballito por Nicolás Tomassino, masterizado por Mario Breuer en MCL RECORDS. Este segundo disco mantiene los elementos progresivos tradicionales de la banda, e incorpora una elaboración más exhaustiva de las voces interpretadas por Maximiliano. La presentación de éste se realizó el 3 de diciembre en el centro cultural Caras y Caretas.

### Estética y arte de portada
Desde la formación del grupo, la identidad gráfica de la banda ha sido realizada por Maximiliano López Barrios, hermano del guitarrista Jonathan, quien crea diversos collages, pinturas, pósteres e instalaciones en escena, y es también el artista de las portadas de los dos álbumes de estudio.

## Discografía

### Álbumes
| Año  | Álbum                                                                  |
| ---- | ---------------------------------------------------------------------- |
| 2014 | Éxtasis en tus Venas - Lanzamiento: 2014 - Sello: Franklin Rothreinher |
| 2016 | La Peste del Ocio - Lanzamiento: 2016 - Sello: Franklin Rothreinher    |

### EP
| Año  | Álbum                                                      |
| ---- | ---------------------------------------------------------- |
| 2009 | Salidas Simples - Lanzamiento: 2009 - Sello: Independiente |